# Лонгвиль (Кальвадос)
О герцогах Лонгвиль см. Лонгвили
Лонгви́ль (фр. Longueville) — коммуна во Франции, находится в регионе Нижняя Нормандия. Департамент коммуны — Кальвадос. Входит в состав кантона Изиньи-сюр-Мер. Округ коммуны — Байё.
Код INSEE коммуны — 14378.

## Население
Население коммуны на 2010 год составляло 281 человек.
| 1962 | 1968 | 1975 | 1982 | 1990 | 1999 | 2010 |
| ---- | ---- | ---- | ---- | ---- | ---- | ---- |
| 370  | 308  | 272  | 251  | 239  | 237  | 281  |

## Экономика
В 2010 году среди 171 человека трудоспособного возраста (15—64 лет) 131 были экономически активными, 40 — неактивными (показатель активности — 76,6 %, в 1999 году было 71,7 %). Из 131 активных жителей работали 121 человек (67 мужчин и 54 женщины), безработных было 10 (5 мужчин и 5 женщин). Среди 40 неактивных 11 человек были учениками или студентами, 10 — пенсионерами, 19 были неактивными по другим причинам.